# Pseudanthias
Pseudanthias là một chi cá biển đầy màu sắc thuộc phân họ Anthiadinae trong họ Cá mú. Các loài trong chi này có phạm vi phân bố ở Ấn Độ Dương và Thái Bình Dương.

## Từ nguyên
Từ pseudanthias được ghép bởi hai âm tiết trong tiếng Hy Lạp cổ đại: pseudḗs (ψευδής; "sai trái, giả mạo") và anthías (ἀνθίας; Anthias, chi điển hình của phân họ Anthiinae trong họ Cá mú), hàm ý có lẽ đề cập đến phân loại trước đây của loài điển hình P. pleurotaenia nằm ở chi Anthias, cũng như mối quan hệ gần giữa hai chi này.

## Phân loại học
Năm 2022, một số loài trong chi Pseudanthias được tái phân loại vào các chi Mirolabrichthys, Pyronotanthias và Nemanthias (trước đây là chi đơn loài), trong đó Mirolabrichthys trước đây có thời kỳ chỉ được coi là phân chi của Pseudanthias, còn Pyronotanthias là chi mới được thiết lập.

## Phát sinh chủng loài
Nghiên cứu của Gill et al. (2021) gợi ý rằng Pseudanthias nghĩa rộng là đa ngành, với 3 loài Tosana tạo thành nhóm có quan hệ chị em với nhánh chứa P. paralourgus, P. elongatus và loài điển hình của chi Pseudanthias là P. pleurotaenia. Phân tích phát sinh chủng loài sơ bộ của các tác giả gợi ý rằng Pseudanthias cũng bao gồm cả Nemanthias, Luzonichthys, Tosanoides, Odontanthias và Serranocirrhitus.

## Các loài
Tính đến hiện tại, trừ đi 17 loài được chuyển đi theo nghiên cứu của Gill (2022) thì có khoảng 50-51 loài được công nhận trong chi Pseudanthias, bao gồm:

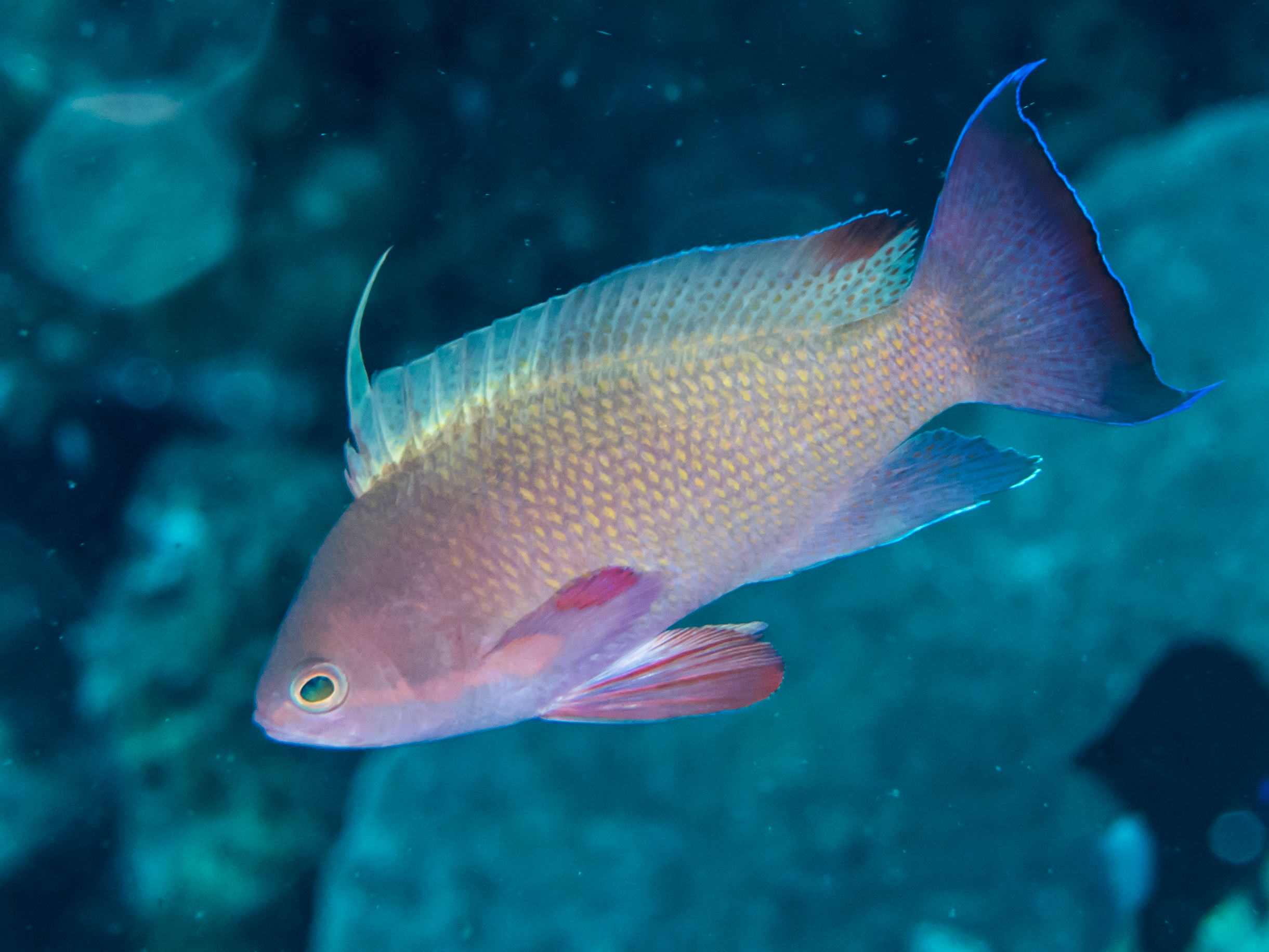
P. squamipinnis

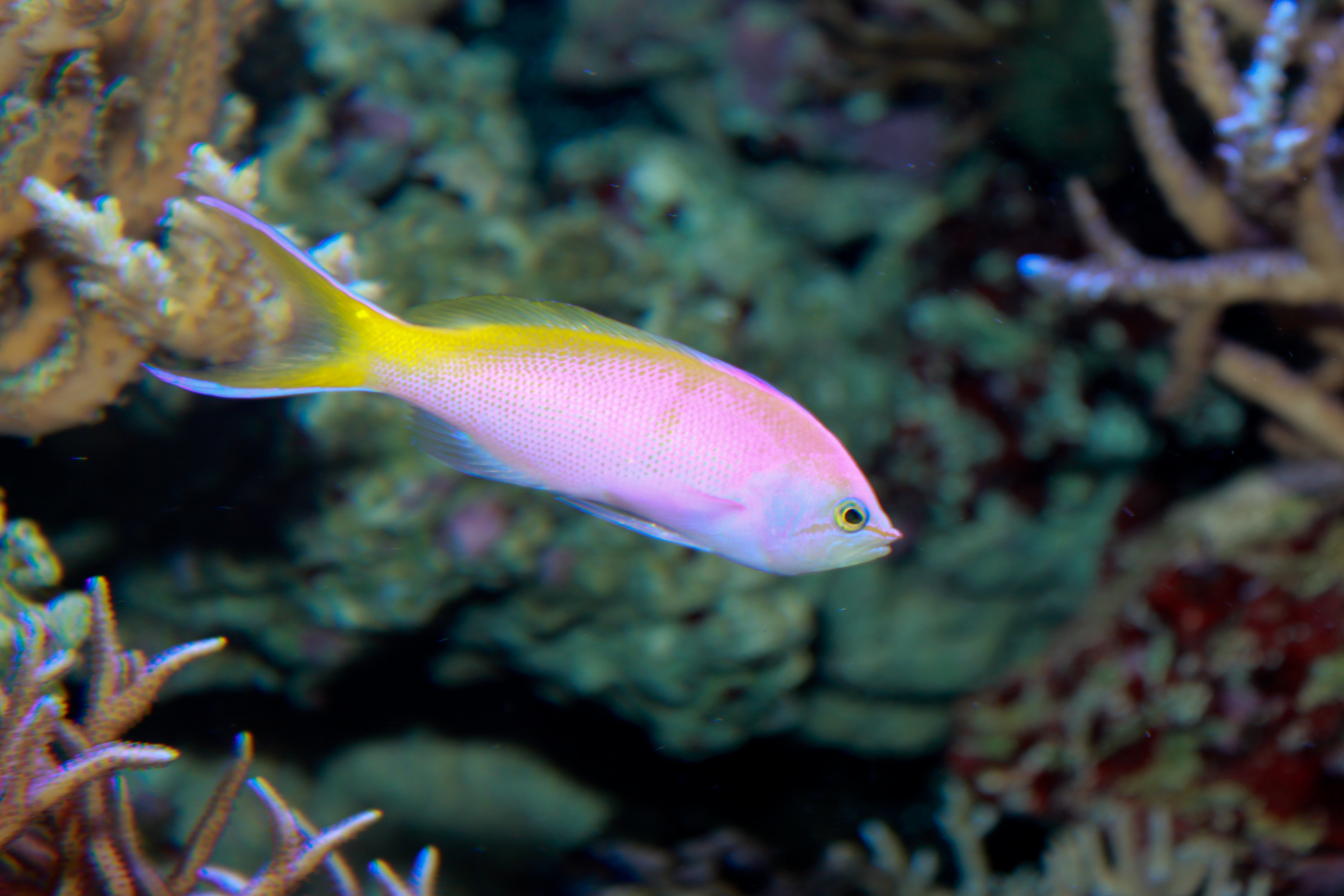
Pseudanthias bartlettorum

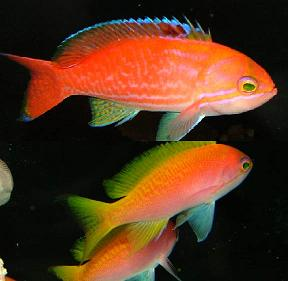
Pseudanthias bimaculatus

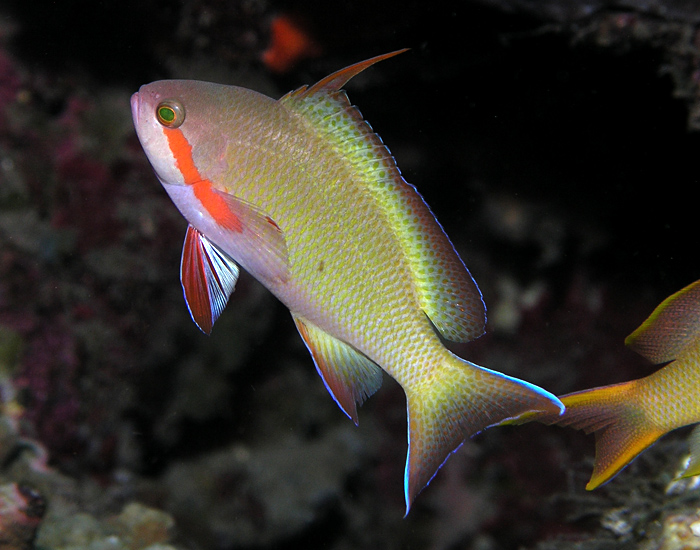
Pseudanthias huchtii

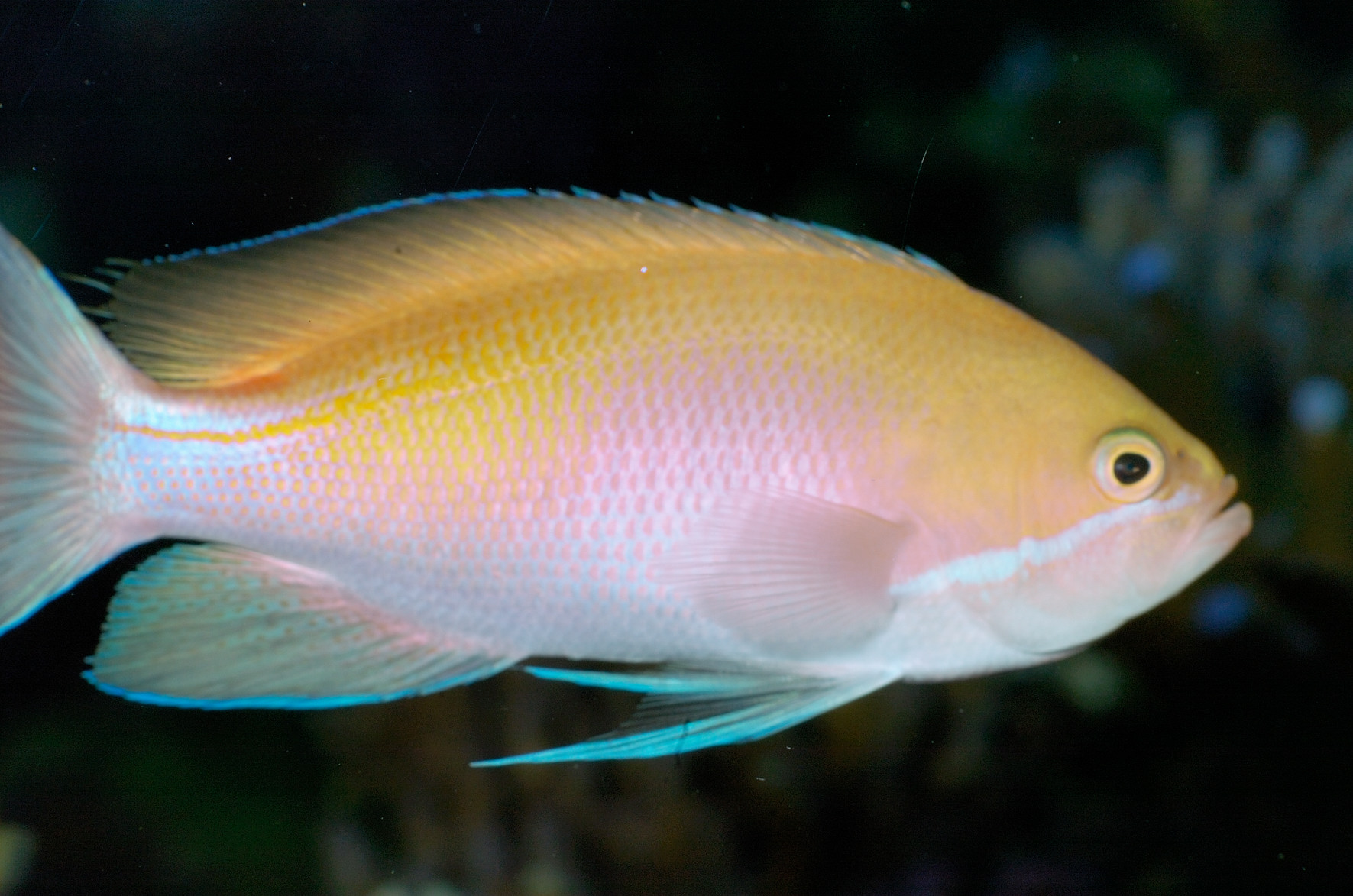
Pseudanthias marcia

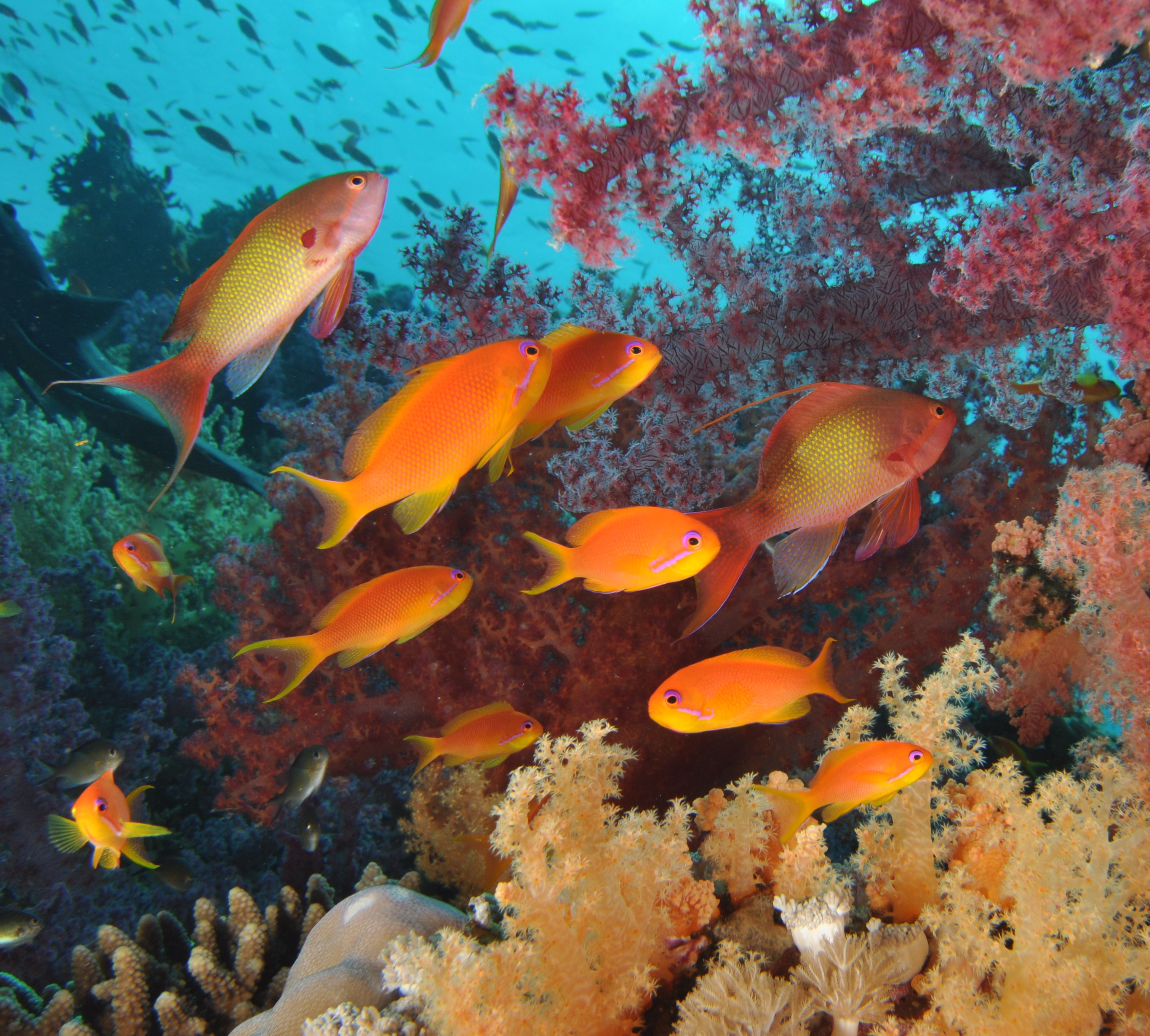
Pseudanthias squamipinnis

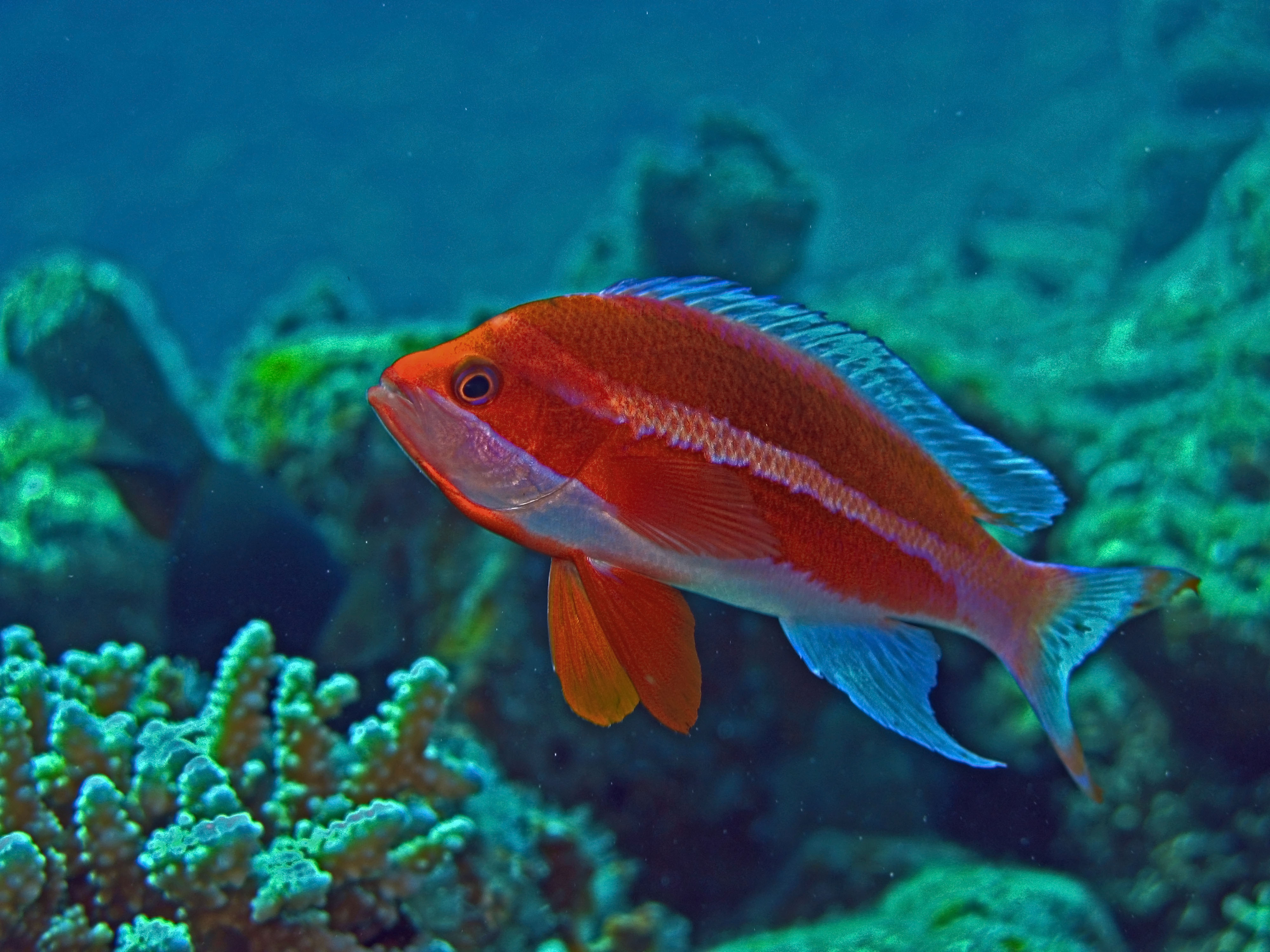
Pseudanthias taeniatus

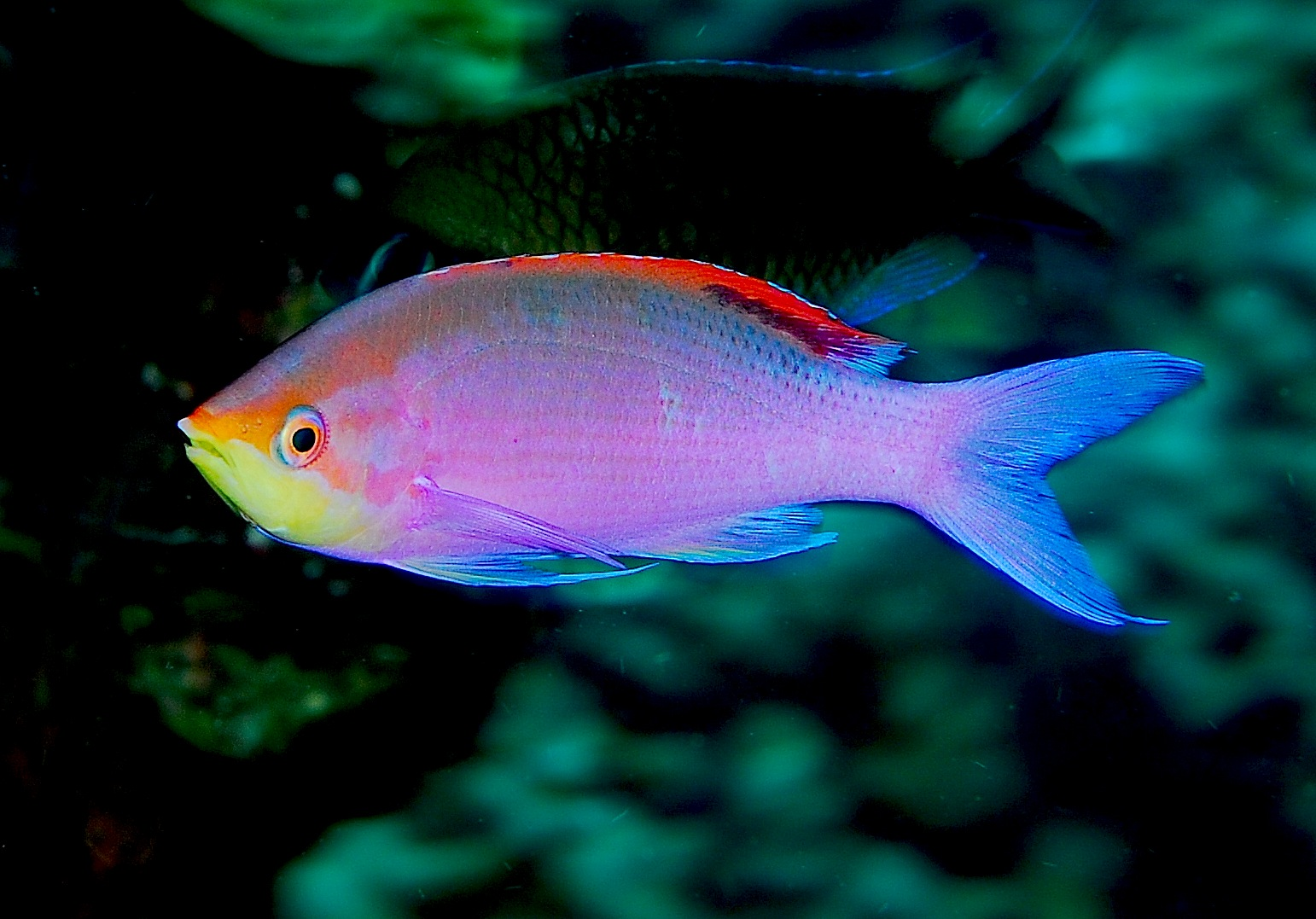
Pseudanthias tuka

- Pseudanthias albofasciatus (Fowler & B. A. Bean, 1930). Nghiên cứu của Gill et al. (2019) cho rằng loài này và Tosana niwae chỉ là một loài.[8]
- Pseudanthias bimaculatus (J. L. B. Smith, 1955) (Two-spot basslet)
- Pseudanthias calloura H. Ida & Sakaue, 2001 (Aurora anthias)
- Pseudanthias caudalis Kamohara & Katayama, 1959
- Pseudanthias charleneae G. R. Allen & Erdmann, 2008 (Charlene's anthias)
- Pseudanthias cichlops (Bleeker, 1853)
- Pseudanthias connelli (Heemstra & J. E. Randall, 1986) (Harlequin goldie)
- Pseudanthias conspicuus (Heemstra, 1973)
- Pseudanthias cooperi (Regan, 1902) (Red-bar anthias)
- Pseudanthias elongatus (V. Franz, 1910)
- Pseudanthias emma Gill & Psomadakis, 2018 Emma's basslet
- Pseudanthias engelhardi (G. R. Allen & Starck, 1982) (Orangebar anthias)
- Pseudanthias fasciatus (Kamohara, 1955) (One-stripe anthias)
- Pseudanthias flavicauda J. E. Randall & Pyle, 2001
- Pseudanthias fucinus (J. E. Randall & S. Ralston, 1985)
- Pseudanthias georgei (G. R. Allen, 1976) (George's basslet)
- Pseudanthias hangapiko Shepherd, Pinheiro, Tyler A. Y. Phelps, Alejandro Pérez-Matus, L. A. Rocha- 2021 [9]
- Pseudanthias hawaiiensis (J. E. Randall, 1979) (Hawaiian longfin anthias)
- Pseudanthias heemstrai Schuhmacher, Krupp & J. E. Randall, 1989 (Orangehead anthias)
- Pseudanthias hiva J. E. Randall & Pyle, 2001
- Pseudanthias huchtii (Bleeker, 1857) (Red-cheeked fairy basslet)
- Pseudanthias hutomoi (G. R. Allen & Burhanuddin, 1976) (Hutomo's anthias)
- Pseudanthias hypselosoma Bleeker, 1878 (Stocky anthias)
- Pseudanthias leucozonus (Katayama & H. Masuda, 1982)
- Pseudanthias lunulatus (Kotthaus, 1973) (Lunate goldie)
- Pseudanthias luzonensis (Katayama & H. Masuda, 1983) (Yellowlined anthias)
- Pseudanthias manadensis (Bleeker, 1856)
- Pseudanthias marcia J. E. Randall & J. P. Hoover, 1993 (Marcia's anthias)
- Pseudanthias mica G. R. Allen & Erdmann, 2012 (Mica's anthias)
- Pseudanthias mooreanus (Herre, 1935)
- Pseudanthias nobilis (V. Franz, 1910)
- Pseudanthias olivaceus (J. E. Randall & McCosker, 1982)
- Pseudanthias oumati J. T. Williams, Delrieu-Trottin & Planes, 2013 (Saffron anthias) [10]
- Pseudanthias pictilis (J. E. Randall & G. R. Allen, 1978) (Painted anthias)
- Pseudanthias pillai Heemstra & Akhilesh, 2012 (Đồng nghĩa: Pseudanthias vizagensis  (Muddula Krishna Naranji & Govinda Rao Velamala, 2017)[11])
- Pseudanthias paralourgus Gill, Pogonoski, Johnson & Tea, 2021[6]
- Pseudanthias pleurotaenia Bleeker, 1857 (Square-spot fairy basslet)
- Pseudanthias pulcherrimus (Heemstra & J. E. Randall, 1986) (Resplendent goldie)
- Pseudanthias randalli (Lubbock & G. R. Allen, 1978) (Randall's fairy basslet)
- Pseudanthias rubrizonatus (J. E. Randall, 1983) (Red-belted anthias)
- Pseudanthias rubrolineatus (Fourmanoir & Rivaton, 1979)
- Pseudanthias sheni J. E. Randall & G. R. Allen, 1989 (Shen's basslet)
- Pseudanthias squamipinnis (W. K. H. Peters, 1855) (Sea goldie)
- Pseudanthias taeniatus (Klunzinger, 1884)
- Pseudanthias taira E. J. Schmidt, 1931
- Pseudanthias tequila Gill, Tea & Senou, 2017 Cave anthias
- Pseudanthias thompsoni (Fowler, 1923) (Hawaiian anthias)
- Pseudanthias townsendi (Boulenger, 1897) (Townsend's anthias)
- Pseudanthias venator Snyder, 1911
- Pseudanthias ventralis (J. E. Randall, 1979) (longfin anthias)
- Pseudanthias xanthomaculatus (Fourmanoir & Rivaton, 1979)

## Chuyển đi
Các loài chuyển đi theo nghiên cứu của Gill (2022) bao gồm:
- Pseudanthias aurulentus (J. E. Randall & McCosker, 1982) = Pyronotanthias aurulentus
- Pseudanthias bartlettorum (J. E. Randall & Lubbock, 1981) (Bartletts' anthias) = Nemanthias bartlettorum
- Pseudanthias bicolor (J. E. Randall, 1979) (Bicolor anthias) = Nemanthias bicolor
- Pseudanthias bimarginatus J. E. Randall, 2011 (Margined anthias) = Pyronotanthias bimarginatus
- Pseudanthias dispar (Herre, 1955) (Peach fairy basslet)  = Nemanthias dispar
- Pseudanthias evansi (J. L. B. Smith, 1954) (Yellowback anthias) = Mirolabrichthys evansi
- Pseudanthias flavoguttatus (Katayama & H. Masuda, 1980) (Yellow-spotted anthias) = Pyronotanthias flavoguttatus
- Pseudanthias ignitus (J. E. Randall & Lubbock, 1981) (Flame anthias) = Nemanthias ignitus
- Pseudanthias lori (Lubbock & J. E. Randall, 1976) (Lori's anthias) = Pyronotanthias lori
- Pseudanthias parvirostris (J. E. Randall & Lubbock, 1981) (Sunset anthias) = Pyronotanthias parvirostris
- Pseudanthias pascalus (D. S. Jordan & S. Tanaka (I), 1927) (Amethyst anthias) = Mirolabrichthys pascalus
- Pseudanthias privitera J. E. Randall & Pyle, 2001 = Pyronotanthias privitera
- Pseudanthias regalis (J. E. Randall & Lubbock, 1981) = Nemanthias regalis
- Pseudanthias smithvanizi (J. E. Randall & Lubbock, 1981) (Princess anthias) = Pyronotanthias smithvanizi
- Pseudanthias timanoa Victor, Antoine Teitelbaum & J. E. Randall[12] = Pyronotanthias timanoa
- Pseudanthias tuka Herre & H. R. Montalban, 1927 (Yellowstriped fairy basslet) = Mirolabrichthys tuka
- Pseudanthias unimarginatus J. E. Randall, 2011 = Pyronotanthias unimarginatus